# Putten
Putten là một đô thị thuộc tỉnh Gelderland, Hà Lan.